# Lê Ngoc Hân
 (octobre 2022).
Si vous disposez d'ouvrages ou d'articles de référence ou si vous connaissez des sites web de qualité traitant du thème abordé ici, merci de compléter l'article en donnant les références utiles à sa vérifiabilité et en les liant à la section « Notes et références ».
Lê Ngoc Hân, née en 1770 et morte en 1799, est une princesse vietnamienne connue pour ses poèmes.

## Biographie
Fille du roi Lê Hiển Tông et de la reine Nguyên Thi Huyên, elle est mariée à l'âge de seize ans à Nguyên Huê, chef d'un groupe de paysans insurgés contre le pouvoir des seigneurs Trinh. 
En 1788, son époux est proclamé empereur du Đại Việt, fondant la dynastie Tây Sơn. Lê Ngoc Hân devient alors Reine du palais du Nord.
L'empereur meurt en 1792, Lê Ngoc Hân compose des poèmes, dont une lamentation sur la disparition de son époux :
Le ciel est comme un abîme, où le retrouver ?

(....) Mes peines éveillent-elles des échos dans l'au-delà ?

(....) Je regarde les fleurs, elles me renvoient ma tristesse.

Le camélia pleure de toutes ses gouttes de rosée 

(Pleurs et regrets)
Elle meurt en 1799, à l'âge de vingt-neuf ans.

## Œuvres
- Maison funèbre du roi Quang Trung
- Pleurs et Regrets